# Stanisławów (gmina Dalików)
Stanisławów – osada w Polsce położona w województwie łódzkim, w powiecie poddębickim, w gminie Dalików.
Powstała w 2009 w wyniku odłączenia się od wsi Tobolice.